# Friedrich Wilhelm Hitzig

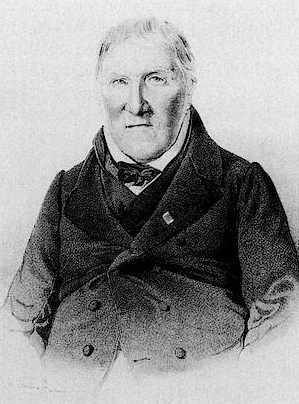
Friedrich Wilhelm Hitzig

Friedrich Wilhelm Hitzig (* 26. Dezember 1767 in Bischoffingen; † 13. August 1849 in Lörrach) war ein deutscher evangelischer Pfarrer und Dekan der Vereinigten Evangelisch-protestantischen Kirche im Großherzogtum Baden. Von 1820 bis 1828 war er zudem Mitglied der Badischen Ständeversammlung.

## Familie
Hitzig entsprang einer Familie, die seit 1682 viele evangelische Pfarrer im Badischen Oberland gestellt hatte. Sein Großvater Adam Andreas Hitzig (1714–1789) war ab 1767 Pfarrer und Spezialsuperintendent in Lörrach, sein Vater Ernst Friedrich Ferdinand Hitzig (1739–1800) ab 1766 Pfarrer in Bischoffingen am Kaiserstuhl, ab 1771 in Rötteln. Seine Mutter Magdalena Wilhelmina war eine Tochter des Oberhofpredigers Johann Leonhard Walz (1718–1792). Sein Bruder Ferdinand Sigismund Hitzig (1775–1838) war ebenfalls Pfarrer in Baden; er war der Vater des Theologieprofessors Ferdinand Hitzig.
Am 8. Juni 1796 heiratete Hitzig seine Cousine Sophie Wilhelmine Hitzig, Tochter des Pfarrers Georg Wilhelm Hitzig. Der Ehe entsprangen neun Kinder, von denen die meisten schon im Kindesalter starben.

## Leben
Hitzig wuchs ab 1771 in Rötteln auf und besuchte von dort aus ab 1774 das Pädagogium in Lörrach. 1782 wechselte er auf das Gymnasium in Karlsruhe und begann 1785 das Studium der Theologie an der Universität Jena. Aus der Gymnasial- und Studienzeit ist ein Stammbuch erhalten. Nach dem Examen wurde er 1787 Vikar bei seinem Vater in Rötteln. Hier schloss er eine enge Freundschaft mit Johann Peter Hebel, die bis zu dessen Tod anhielt. Als Nachfolger Hebels wurde er 1791 Präzeptoratsvikar am Pädagogium in Lörrach, wo er 1796 zum Prorektor aufstieg. Nach dem Tod seines Vaters übernahm er im Jahr 1800 dessen Pfarrstelle in Rötteln.
1812 wechselte Hitzig als Pfarrer und Dekan nach Schopfheim. Anschließend hatte er ab 1818 in Auggen ebenfalls neben dem Pfarramt auch das des Dekans inne. Als Abgeordneter des Wahlkreises Schopfheim und Kandern gehörte er von 1820 bis 1828 der zweiten Kammer der Badischen Ständeversammlung an. 1828 wurde Hitzig Stadtpfarrer an der Evangelischen Stadtkirche Lörrach und Dekan des Kirchenbezirks Lörrach. Hier war Reinhard Schellenberg sein Vikar. Er starb nach kurzer Krankheit im Jahr 1849.

## Werk
Hitzig ist vor allem als langjähriger Korrespondenzpartner und Nachlasspfleger von Johann Peter Hebel bedeutsam. Daneben spielte er eine aktive Rolle bei der 1821 vollzogenen Vereinigung der lutherischen und reformierten Gemeinden im Großherzogtum Baden. Schon vor der Generalsynode von 1821, die die Union vollzog, hatte er gemeinsam mit seinem Kollegen Gottlieb Bernhard Fecht einen Entwurf für einen neuen Katechismus für die vereinigte Kirche verfasst, dem allerdings trotz der Unterstützung durch Hebel, als Prälat inzwischen Leiter der Landeskirche, die Anerkennung versagt blieb. Er veröffentlichte ihn 1825 als privates Werk. Hitzigs Vorarbeiten wurden aber von der Kommission aufgegriffen, die den 1830 vorläufig und 1834 endgültig amtlich anerkannten Katechismus zusammenstellte.

## Auszeichnungen
- Theologische Ehrendoktorwürde der Universität Heidelberg
- 1831: Verleihung des Titels „Kirchenrat“[7]
- 1836 erhielt Hitzig das Ritterkreuz des Ordens vom Zähringer Löwen[8]

## Schriften (Auswahl)
- Gedächtnißpredigt auf das Absterben Sr. Königl. Hoheit Carl Friedrichs Großherzogs von Baden etc. : am 3ten Sonntag nach Trinitatis den 30ten Juni 1811. Flick, Basel 1811 (Digitalisat)
- Abschiedspredigt in Rötteln 1812. In: Das Markgräflerland. Beiträge zu seiner Geschichte und Kultur. Band 63, 2001, S. 227–232 (Digitalisat)
- Katechismus der christlichen Religionslehre. Neukirch, Basel 1825.